# Große Freiheit (film)
Große Freiheit è un film del 2021 diretto da Sebastian Meise, con protagonista Franz Rogowski.
Il film è stato selezionato per rappresentare l'Austria agli Oscar 2022 nella sezione del miglior film internazionale.

## Trama
Nei ventiquattro anni tra la fine della seconda guerra mondiale e il 1969, anno in cui la Germania Ovest ridusse le conseguenze penali del paragrafo 175, molti omosessuali continuarono ad essere processati e condannati al carcere se colti in flagrante. Tra di loro c'è anche Hans Hoffmann, sopravvissuto all'Olocausto, che viene condannato a due anni di reclusione per aver violato la legge contro i rapporti omosessuali. Nonostante le continue condanne, Hans prosegue imperterrito con la propria vita e il sogno di libertà, trasformando la prigione in un'occasione per incontrare altri uomini con cui instaura relazioni a volte fugaci e altre durature e significative.

## Produzione
Le riprese sono state effettuate in una prigione vuota a Magdeburgo nell'arco di 32 giorni a partire dal febbraio 2020.

## Distribuzione
Il film è stato distribuito nelle sale austriache a partire dal novembre 2021.

## Accoglienza
Sull'aggregatore di recensioni Rotten Tomatoes il film ha ottenuto il 97% delle recensioni professionali positive, con un voto medio di 8,2/10 basato su 38 recensioni.

## Riconoscimenti
- 2021 - European Film Awards
  - Miglior fotografia a Crystel Fournier
  - Miglior colonna sonora a Peter Brötzmann e Nils Petter Molvær
  - Candidatura per il miglior attore a Franz Rogowski
- 2021 - Festival di Cannes
  - Premio della giuria Un Certain Regard
- 2021 - Torino Film Festival
  - Miglior attore a Franz Rogowski